# Ghosi
Ghosi är en ort i Indien.   Den ligger i distriktet Mau och delstaten Uttar Pradesh, i den nordöstra delen av landet, 700 km öster om huvudstaden New Delhi. Ghosi ligger 82 meter över havet och antalet invånare är 39 138.
Terrängen runt Ghosi är mycket platt. Runt Ghosi är det mycket tätbefolkat, med 1 313 invånare per kvadratkilometer. Närmaste större samhälle är Mau, 18,4 km söder om Ghosi. Trakten runt Ghosi består till största delen av jordbruksmark.